# Айстрові (підродина)
А́йстрові (Asteroideae) — одна з двох (згідно з традиційною класифікацією) або одна приблизно з дванадцяти (згідно з сучасною системою класифікації, що враховує дані аналізу філогенезу) підродин родини айстрові.
Підродина айстрові об'єднує більше тисячі родів і більше шістнадцяти тисяч видів, тоді як друга підродина, цикорієві (лат. Cichorioideae), або латукові (лат. Lactucoideae), складається приблизно з двохсот родів і чотирьох тисяч видів.

## Назва
У літературі іноді зустрічається інша назва підродини — трубкоквітко́ві (лат. Tubiflorae). Така назва пов'язана з тим, що у представників цього таксона квітки в основному трубчасті, а язичковими бувають лише крайові квітки.

## Триби

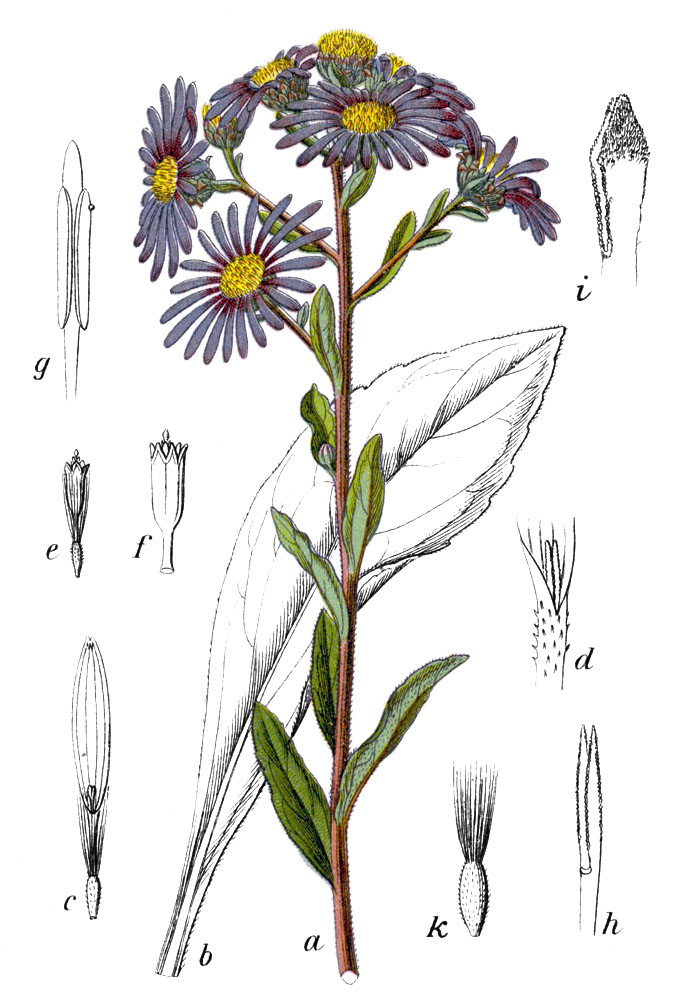
Айстра італійська (Aster amellus)
Ботанічна ілюстрація Якоба Штурма із книги «Deutschlands Flora in Abbildungen», 1796

Число триб в підродині айстрові складає більше двадцяти.
Найпримітивніша триба підродини — соняшникові (лат. Heliantheae).
Список триб підродини айстрові
- Anthemideae — Антемідеєві
- Athroismeae
- Astereae
- Bahieae
- Calenduleae
- Chaenactideae
- Coreopsideae
- Doroniceae
- Eupatorieae
- Gnaphalieae
- Helenieae
- Heliantheae — Соняшникові
- Inuleae
- Madieae
- Millerieae
- Neurolaeneae
- Perityleae
- Plucheae
- Polymnieae — Полімнієві
- Senecioneae
- Tageteae